# タンタアレグリア
タンタアレグリア（西: Tanta Alegria）は、日本の競走馬。主な勝ち鞍は2017年のアメリカジョッキークラブカップ。
馬名の意味はスペイン語で「たくさんの喜び、これほど多くの歓喜」。

## 戦績
2012年3月29日に北海道白老町の社台コーポレーション白老ファームで誕生。一口馬主法人「G1サラブレッドクラブ」より総額3000万円（1口75万円×40口）で募集された。
美浦・国枝栄厩舎に入厩。2014年7月6日に福島競馬場での新馬戦でデビューし、2着となる。3戦目の東京競馬場での未勝利戦で初勝利を挙げた。続いてホープフルステークスで重賞に初挑戦したが、シャイニングレイの7着に敗れた。
2015年は初戦のゆりかもめ賞で後の主戦となる蛯名正義が初騎乗して2着。次戦の大寒桜賞で吉田隼人とのコンビで2勝目を挙げた後、青葉賞でレーヴミストラルの2着に入って東京優駿の優先出走権を得た。蛯名にとっては21年連続、通算23回目の東京優駿挑戦であったが、7着に終わる。直線では勝負圏外にいるにもかかわらずフジテレビの実況アナウンサー青嶋達也が「タンタアレグリア蛯名！」と絶叫する場面があった。
その後は菊花賞と天皇賞（春）でいずれも勝ち馬キタサンブラックから0秒3差の4着に入るなど善戦を続けたが、長らく勝利からは見放されていた。
2017年1月のアメリカジョッキークラブカップでは8ヶ月半の休み明けながらロスなく内を立ち回り、久々の勝利を待望の重賞初制覇で飾った。鞍上の蛯名は武豊、岡部幸雄に次ぐ歴代3位の26年連続の重賞制覇となった。その後は天皇賞（春）を目指すローテーションが予定されていたが、骨瘤によりまたしても戦線を離脱。8ヶ月ぶりのオールカマーで3着に入るが、左トモの不安でジャパンカップを回避。さらに左後肢の骨折も判明し、長期休養を強いられた。
2019年8月の札幌日経オープンで約1年10ヶ月ぶりの復帰が目指されていたが、7月3日の調教中に左後肢の第3中足骨および第1趾骨の複雑骨折を発症し、安楽死となった。

## 競走成績
以下の内容はnetkeiba.comの情報に基づく。
| 競走日     | 競馬場 | 競走名           | 格   | 距離（馬場）  | 頭 数 | 枠 番 | 馬 番 | オッズ （人気） | 着順 | タイム （上がり3F） | 着差 | 騎手      | 斤量 [kg] | 1着馬（2着馬）       | 馬体重 [kg] |
| ---------- | ------ | ---------------- | ---- | ------------- | ----- | ----- | ----- | --------------- | ---- | ------------------- | ---- | --------- | --------- | -------------------- | ----------- |
| 2014.07.06 | 福島   | 2歳新馬          |      | 芝1800m（良） | 16    | 5     | 9     | 004.20（1人）   | 02着 | R1:51.4（34.4）     | -0.3 | 0北村宏司 | 54        | フォワードカフェ     | 464         |
| 0000.08.02 | 新潟   | 2歳未勝利        |      | 芝1600m（良） | 18    | 8     | 16    | 001.60（1人）   | 02着 | R1:34.7（34.3）     | -0.0 | 0北村宏司 | 54        | ディアコンチェルト   | 458         |
| 0000.11.29 | 東京   | 2歳未勝利        |      | 芝2000m（良） | 16    | 6     | 12    | 003.40（2人）   | 01着 | R2:02.0（34.7）     | -0.2 | 0三浦皇成 | 55        | （ヒアカムズザサン） | 472         |
| 0000.12.28 | 中山   | ホープフルS      | GII  | 芝2000m（良） | 17    | 1     | 1     | 008.00（4人）   | 07着 | R2:02.4（35.2）     | -0.5 | 0三浦皇成 | 55        | シャイニングレイ     | 478         |
| 2015.02.07 | 東京   | ゆりかもめ賞     | 5下  | 芝2400m（良） | 15    | 6     | 12    | 004.20（2人）   | 02着 | R2.30.7（33.5）     | -0.0 | 0蛯名正義 | 56        | ヴェラヴァルスター   | 474         |
| 0000.03.28 | 中京   | 大寒桜賞         | 5下  | 芝2200m（良） | 10    | 2     | 2     | 003.80（2人）   | 01着 | R2:14.9（34.8）     | -0.1 | 0吉田隼人 | 56        | （レントラー）       | 470         |
| 0000.05.02 | 東京   | 青葉賞           | GII  | 芝2400m（良） | 18    | 2     | 3     | 006.00（4人）   | 02着 | R2:27.0（34.0）     | -0.1 | 0蛯名正義 | 56        | レーヴミストラル     | 468         |
| 0000.05.31 | 東京   | 東京優駿         | GI   | 芝2400m（良） | 18    | 1     | 2     | 023.40（7人）   | 07着 | R2:24.0（34.1）     | -0.8 | 0蛯名正義 | 57        | ドゥラメンテ         | 470         |
| 0000.09.21 | 中山   | セントライト記念 | GII  | 芝2200m（良） | 15    | 6     | 10    | 012.20（5人）   | 06着 | R2:14.0（34.6）     | -0.2 | 0蛯名正義 | 56        | キタサンブラック     | 472         |
| 0000.10.25 | 京都   | 菊花賞           | GI   | 芝3000m（良） | 18    | 2     | 3     | 015.00（6人）   | 04着 | R3:04.2（35.3）     | -0.3 | 0蛯名正義 | 57        | キタサンブラック     | 478         |
| 2016.02.20 | 東京   | ダイヤモンドS    | GIII | 芝3400m（稍） | 16    | 4     | 7     | 004.20（1人）   | 04着 | R3:39.5（38.4）     | -1.7 | 0蛯名正義 | 55        | トゥインクル         | 478         |
| 0000.03.20 | 阪神   | 阪神大賞典       | GII  | 芝3000m（良） | 11    | 6     | 6     | 005.10（4人）   | 02着 | R3:06.2（35.5）     | -0.4 | 0蛯名正義 | 55        | シュヴァルグラン     | 478         |
| 0000.05.01 | 京都   | 天皇賞（春）     | GI   | 芝3200m（良） | 18    | 6     | 11    | 029.1（10人）   | 04着 | R3:15.6（34.3）     | -0.3 | 0蛯名正義 | 58        | キタサンブラック     | 476         |
| 2017.01.22 | 中山   | AJCC             | GII  | 芝2200m（良） | 17    | 4     | 8     | 014.70（7人）   | 01着 | R2:11.9（35.7）     | -0.1 | 0蛯名正義 | 56        | （ゼーヴィント）     | 488         |
| 0000.09.24 | 中山   | オールカマー     | GII  | 芝2200m（良） | 17    | 5     | 9     | 005.40（3人）   | 03着 | R2:13.9（33.6）     | -0.1 | 0蛯名正義 | 57        | ルージュバック       | 480         |

## 血統表
| タンタアレグリアの血統                    | タンタアレグリアの血統                               | タンタアレグリアの血統   | （血統表の出典）         | （血統表の出典） |
| 父系                                      | サンデーサイレンス系                                 | サンデーサイレンス系     | サンデーサイレンス系     | [ § 2 ]          |
| 父 ゼンノロブロイ 2000 黒鹿毛             | 父の父*サンデーサイレンス Sunday Silence 1986 青鹿毛 | Halo                     | Hail to Reason           | Hail to Reason   |
| 父 ゼンノロブロイ 2000 黒鹿毛             | 父の父*サンデーサイレンス Sunday Silence 1986 青鹿毛 | Halo                     | Cosmah                   |                  |
| 父 ゼンノロブロイ 2000 黒鹿毛             | 父の父*サンデーサイレンス Sunday Silence 1986 青鹿毛 | Wishing Well             | Understanding            | Understanding    |
| 父 ゼンノロブロイ 2000 黒鹿毛             | 父の父*サンデーサイレンス Sunday Silence 1986 青鹿毛 | Wishing Well             | Mountain Flower          |                  |
| 父 ゼンノロブロイ 2000 黒鹿毛             | 父の母*ローミンレイチェル Roamin Rachel 1990 鹿毛    | *マイニング              | Mr. Prospector           | Mr. Prospector   |
| 父 ゼンノロブロイ 2000 黒鹿毛             | 父の母*ローミンレイチェル Roamin Rachel 1990 鹿毛    | *マイニング              | I Pass                   |                  |
| 父 ゼンノロブロイ 2000 黒鹿毛             | 父の母*ローミンレイチェル Roamin Rachel 1990 鹿毛    | One Smart Lady           | Clever Trick             | Clever Trick     |
| 父 ゼンノロブロイ 2000 黒鹿毛             | 父の母*ローミンレイチェル Roamin Rachel 1990 鹿毛    | One Smart Lady           | Pia's Lady               |                  |
| 母 *タンタスエルテ Tanta Suerte 2002 栗毛 | 母の父Stuka 1990 栗毛                                | *ジェイドハンター        | Mr. Prospector           | Mr. Prospector   |
| 母 *タンタスエルテ Tanta Suerte 2002 栗毛 | 母の父Stuka 1990 栗毛                                | *ジェイドハンター        | Jadana                   |                  |
| 母 *タンタスエルテ Tanta Suerte 2002 栗毛 | 母の父Stuka 1990 栗毛                                | Caerleon's Success       | Caerleon                 | Caerleon         |
| 母 *タンタスエルテ Tanta Suerte 2002 栗毛 | 母の父Stuka 1990 栗毛                                | Caerleon's Success       | Sound of Success         |                  |
| 母 *タンタスエルテ Tanta Suerte 2002 栗毛 | 母の母Trapial 1995 栗毛                              | Stagecraft               | Sadler's Wells           | Sadler's Wells   |
| 母 *タンタスエルテ Tanta Suerte 2002 栗毛 | 母の母Trapial 1995 栗毛                              | Stagecraft               | Bella Colora             |                  |
| 母 *タンタスエルテ Tanta Suerte 2002 栗毛 | 母の母Trapial 1995 栗毛                              | Mocita Sabia             | Mocito Guapo             | Mocito Guapo     |
| 母 *タンタスエルテ Tanta Suerte 2002 栗毛 | 母の母Trapial 1995 栗毛                              | Mocita Sabia             | Semifusa                 |                  |
| 母系(F-No.)                               | 16号族(FN:16-e)                                      | 16号族(FN:16-e)          | 16号族(FN:16-e)          | [ § 3 ]          |
| 5代内の近親交配                           | Mr.Prospector4×4＝12.50%                             | Mr.Prospector4×4＝12.50% | Mr.Prospector4×4＝12.50% | [ § 4 ]          |
| 出典                                      | 1. 2. 3. 4.                                          | 1. 2. 3. 4.              | 1. 2. 3. 4.              | 1. 2. 3. 4.      |

- 母タンタフエルサはチリ産馬。現役時代はチリG1アルトゥロLペニャ賞など重賞4勝[13]。
- 半姉パララサルー（父ディープインパクト）はオープン特別2勝を含む4勝を挙げている[13]。